# Phalaenopsis sanderiana
Phalaenopsis sanderiana är en orkidéart som beskrevs av Heinrich Gustav Reichenbach. Phalaenopsis sanderiana ingår i släktet Phalaenopsis och familjen orkidéer. Inga underarter finns listade i Catalogue of Life.

## Bildgalleri

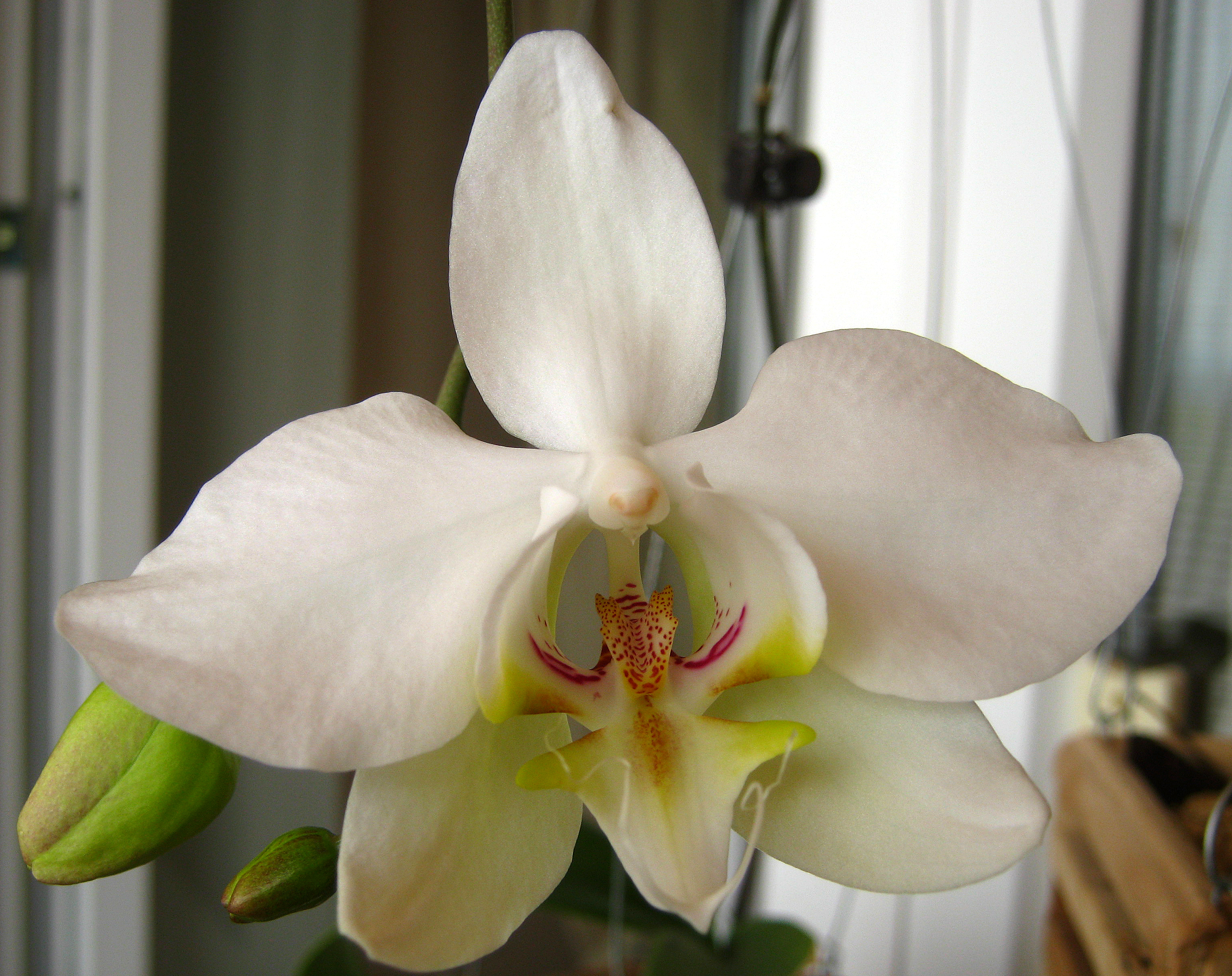
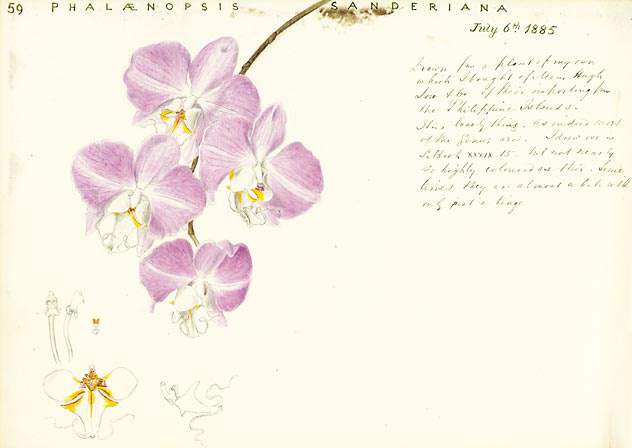